# Lee Seung-hoon (cantante)
Lee Seung-hoon, meglio conosciuto anche con il nome di Hoony, (이승훈?, I Seung-hunLR, Yi Sŭng-hunMR; Pusan, 11 gennaio 1992), è un rapper, cantautore e coreografo sudcoreano.
È un membro del gruppo musicale Winner. È divenuto famoso per la sua apparizione nella prima stagione del programma K-pop Star.

## Biografia

### Primi anni di vita
Lee Seung-hoon è nato l'11 gennaio 1992 a Pusan, in Corea del Sud. Si è trasferito a Seul dopo essersi diplomato al liceo e ha fatto l'audizione per Korea's Got Talent come parte del gruppo di ballo "Honest Boys". Ha anche coreografato un'esibizione del flash mob per G-Dragon.

### 2011–2012:K-pop Star
Nel 2011, Seunghoon ha fatto e superato il provino per K-pop Star di SBS, un programma di audizioni musicali. È arrivato tra i primi 10 prima di essere eliminato nel 7 ° round live il 15 aprile 2012, classificandosi così al quarto posto. Ha continuato ad apparire nell'episodio dell'8 maggio di Strong Heart di SBS insieme agli altri finalisti.
Il 16 maggio 2012, è stato annunciato che Seunghoon aveva firmato un contratto esclusivo con la YG Entertainment e diventando così un tirocinante. Il 19 maggio si è esibito al Festival della Gioventù a Yeouido, Seoul . È stato anche fotografato da Moke Najung per l'edizione di giugno 2012 di Vogue Girl Korea intitolata "Boys Like Girls", insieme al collega concorrente della K-Pop Star Jae Park (Day6) .

### 2014-presente:Win: Who is Next?e Winner
Il 25 febbraio 2013, è stato annunciato che Seunghoon avrebbe debuttato come parte di un nuovo gruppo della YG Entertainment . Il 1 ° agosto, è apparso in una performance di danza caricata sul canale YouTube di YG Entertainment. Poco dopo, ha partecipato al programma di sopravvivenza della Mnet WIN: Who is Next? per debuttare con gli altri membri del gruppo di tirocinanti "Team A". Il 25 ottobre, è stato annunciato che la squadra A aveva vinto il programma e avrebbe debuttato con il nome di "Winner". Il gruppo ha fatto la sua prima esibizione dal vivo il 15 novembre, aprendo per i Big Bang durante il loro concerto al Seibu Dome di Saitama, in Giappone. I Winner hanno pubblicato il loro album di debutto, S / S 2014, il 12 agosto 2014.

## Discografia

### Altre canzoni
| Titolo                                    | Anno | Posizioni in classifica | Vendite         | Album                         |
| Titolo                                    | Anno | KOR                     | Vendite         | Album                         |
| ----------------------------------------- | ---- | ----------------------- | --------------- | ----------------------------- |
| "Mother's Doenjangguk" (어머니 의 된장국) | 2012 | 35                      | - KOR: 207.928+ | SBS K 스타 스타 TOP6          |
| "Ma Boy 2" (일렉트로 보이즈)              | 2012 | 50                      | - KOR: 116.457+ | SBS K 스타 스타 SPECIALE N. 3 |

## Crediti di produzione
| Anno | Artista    | Canzone                         | Ruolo                         | Album                                                                                 |
| ---- | ---------- | ------------------------------- | ----------------------------- | ------------------------------------------------------------------------------------- |
| 2013 | Team A     | "Go Up"                         | Co-Scrittore                  | WIN: Who Is Next 'Final Battle'                                                       |
| 2013 | Team A     | "Jusr Another Boy"              | Co-Scrittore                  | WIN: Who Is Next 'Final Battle'                                                       |
| 2014 | Winner     | "Color Ring" (컬러링)           | Co-Scrittore                  | 2014 S / S                                                                            |
| 2014 | Winner     | "Don't Flirt" (끼부리지마)      | Co-Scrittore                  | 2014 S / S                                                                            |
| 2014 | Winner     | "But" (사랑하지마)              | Co-Scrittore                  | 2014 S / S                                                                            |
| 2014 | Winner     | "Different"                     | Co-Scrittore                  | 2014 S / S                                                                            |
| 2014 | Winner     | "Smile Again"                   | Co-Scrittore                  | 2014 S / S                                                                            |
| 2016 | Winner     | "Baby Baby"                     | Co-Scrittore                  | <i>EXIT <span id="mwnA" typeof="mw:DisplaySpace mw:Placeholder">&nbsp;</span> : E</i> |
| 2016 | Winner     | "Sentimental" (센치해)          | Co-Scrittore                  | <i>EXIT <span id="mwnA" typeof="mw:DisplaySpace mw:Placeholder">&nbsp;</span> : E</i> |
| 2016 | Winner     | "Immature" (철없어)             | Co-Scrittore                  | <i>EXIT <span id="mwnA" typeof="mw:DisplaySpace mw:Placeholder">&nbsp;</span> : E</i> |
| 2017 | Winner     | "Really Really"                 | Co-Scrittore                  | Fate Number For                                                                       |
| 2017 | Winner     | "Island"                        | Co-Scrittore                  | Our Twenty For                                                                        |
| 2017 | Winner     | "Love Me Love Me"               | Co-Scrittore                  | Our Twenty For                                                                        |
| 2017 | Sechs Kies | "Back Hug"                      | Co-Scrittore                  | Another Light                                                                         |
| 2018 | Winner     | "Have a good day"               | Co-Scrittore                  | Our Twenty For (JP Ver.)                                                              |
| 2018 | Winner     | "Raining"                       | Co-Compositore e Co-Scrittore | Our Twenty For (JP Ver.)                                                              |
| 2018 | Winner     | "Everyday                       | Co-Scrittore                  | EVERYD4Y                                                                              |
| 2018 | Winner     | "Air"                           | Co-Scrittore                  | EVERYD4Y                                                                              |
| 2018 | Winner     | "여보세요" (Hello)              | Co-Scrittore                  | EVERYD4Y                                                                              |
| 2018 | Winner     | "La La"                         | Co-Scrittore                  | EVERYD4Y                                                                              |
| 2018 | Winner     | "애 걔" (For)                   | Co-Scrittore                  | EVERYD4Y                                                                              |
| 2018 | Winner     | "사치" (Luxury)                 | Co-Scrittore                  | EVERYD4Y                                                                              |
| 2018 | Winner     | "Movie Star"                    | Co-Scrittore                  | EVERYD4Y                                                                              |
| 2018 | Winner     | "Have a good day" (versione KR) | Co-Scrittore                  | EVERYD4Y                                                                              |
| 2018 | Winner     | "Special Night"                 | Co-Compositore e Co-Scrittore | EVERYD4Y                                                                              |
| 2018 | Winner     | "Raining" (versione KR)         | Co-Compositore e Co-Scrittore | EVERYD4Y                                                                              |

## Filmografia

### Televisione
- K-pop Star 1 – reality show (2011)[19]
- WIN: Who Is Next? – reality (2013)[11]
- Eat Sleep Eat in Krabi – serial TV, 2ª stagione (2016)[20]
- Mimi Shop – serial TV, 4 episodi (2018)[21]
- Law of the Jungle – reality-documentario (2018)[22]
- Dancing High (2018)[23]
- Awesome Feed (2018)[24]